# العلاقات القرغيزستانية الكوبية
العلاقات القيرغيزستانية الكوبية هي العلاقات الثنائية التي تجمع بين قيرغيزستان وكوبا.

## مقارنة بين البلدين
هذه مقارنة عامة ومرجعية للدولتين:
| وجه المقارنة                                              | قيرغيزستان                      | كوبا                              |
| --------------------------------------------------------- | ------------------------------- | --------------------------------- |
| المساحة (كم2)                                             | 199.95 ألف                      | 109.88 ألف                        |
| عدد السكان (نسمة)                                         | 6.20 مليون                      | 11.48 مليون                       |
| الكثافة السكانية (ن./كم²)                                 | 31.01                           | 104.48                            |
| العاصمة                                                   | بيشكك                           | هافانا                            |
| اللغة الرسمية                                             | اللغة الروسية، اللغة القيرغيزية | اللغة الإسبانية                   |
| العملة                                                    | سوم قيرغيزستاني                 | بيزو كوبي، بيزو كوبي قابل للتحويل |
| الناتج المحلي الإجمالي (بليون دولار)                      | 7.56 مليار                      | 87.13 مليار                       |
| الناتج المحلي الإجمالي (تعادل القوة الشرائية) بليون دولار | 20.45 مليار                     |                                   |
| الناتج المحلي الإجمالي الاسمي للفرد دولار أمريكي          | 1.10 ألف                        |                                   |
| الناتج المحلي الإجمالي للفرد دولار أمريكي                 |                                 |                                   |
| مؤشر التنمية البشرية                                      | 0.655                           | 0.769                             |
| رمز المكالمات الدولي                                      | +996                            | +53                               |
| رمز الإنترنت                                              | .kg                             | .cu                               |
| المنطقة الزمنية                                           | ت ع م+06:00                     | 00                                |

## منظمات دولية مشتركة
يشترك البلدان في عضوية مجموعة من المنظمات الدولية، منها:
| علم المنظمة | اسم المنظمة                   | تاريخ انضمام قيرغيزستان | تاريخ انضمام كوبا |
| ----------- | ----------------------------- | ----------------------- | ----------------- |
|             | يونسكو                        | 2 يونيو 1992            | 29 أغسطس 1947     |
|             | الاتحاد البريدي العالمي       | ?                       | ?                 |
|             | منظمة الشرطة الجنائية الدولية | ?                       | ?                 |
|             | الأمم المتحدة                 | 2 مارس 1992             | 24 أكتوبر 1945    |
|             | الاتحاد الدولي للاتصالات      | 20 يناير 1994           | 16 يناير 1918     |
|             | منظمة حظر الأسلحة الكيميائية  | ?                       | ?                 |
|             | منظمة التجارة العالمية        | ?                       | ?                 |

## وصلات خارجية
- موقع وزارة الخارجية الكوبية